# Ragnhild May
Ragnhild May (født 1988) arbejder med billedkunst, lyd, skulptur og performance. Ragnhild May har blandt andet udstillet og performet på Statens Museum for Kunst, Overgaden Institut for Samtidskunst, Museet for Samtidskunst, SPOR festival, Künstlerhaus, Østrig, SuperDeluxe Japan, Issue Project Rom USA, Inter Arts Center Sverige, CaféOTO London. I 2018 dimitterede hun fra Bard College i New York med installationen Playground. I 2018 vandt hun Carl Nielsen og Anne Marie Carl Nielsens talent legat.
I 2017 udførte hun værket Vindspejlet på Ofelia Plads.

## The Walls are Moving
Til SPOR festivals udstillingsprogram, har de to lydkunstnere Ragnhild May (DK) og Stefan Maier (CA) i fællesskab skabt et nyt 6-timer langt performativt lyd-værk under titlen The Walls Are Moving.
I løbet af værkets 6-timers varighed vil May og Maier skabe et klangligt flerdimensionelt rum inde bag Sankt Lukas Kirkens fire vægge, som udforsker de lydlige egenskaber i et digitalt modelleret rum - ét som frit kan bevæge sig mellem forskellige dimensioner og materialer. Værket er en del SPORs udstillingsprogram.

## Vindspejlet på Ofelia Plads
Vindspejlet er et skulpturelt lydværk lavet i samarbejde med Ea Borre. Værket interagerer med omgivelserne på Ofelia Plads, og danner et visuelt og lydligt spejl af vinden på kajen. Vindspejlet er en mobile med visuelle referencer til det historiske maritime miljø og den nutidige arkitektur og samtidig et kompositorisk værk, der bearbejder lyden af vinden på stedet. Øverst i skulpturen er der en mikrofon placeret i et rør med en metalplade for enden, således at mikrofonen altid peger op mod vinden. Under det bevæger fire arme sig rundt med vindens kraft, for enden af to af armene er der to kegleformede objekter. I disse keglestubbe er der placeret højttalere, som afspiller lyden af vinden. Vindens lyd, er den lyd i naturen, som minder mest om hvis støj. Rotationen af lyden fra keglerne skaber et psykoakustisk fænomen, Doppler effekten.
Vindspejlet er udvalgt på baggrund af en idéindkaldelse initieret af Foreningen Ofelia Plads, Umage og Dansk Komponistforening, der samarbejder om lydbaserede kunstværker til Ofelia Plads. Projektet er støttet af Augustinus Fonden, Knud Højgaards Fond, Oticon Fonden, Dansk Komponistforening og Foreningen Ofelia Plads.

## Nu vil jeg hvile paa mine Lavrbær -hvile til dommedagsbasunen lyder, Komposition for glissandi, cirkulær, liniær osv
Nu vil jeg hvile paa mine lavrbær - hvile til dommedagsbasunen skal lyde. Komposition for glissandi, cirkulær, lineær, osv. er en performativ installation, bestående af konstruktioner, der får fløjter til at spille og skifte tone automatisk. Fløjterne – som er af typen slide whistle, en legetøjsfløjte, der spiller et 'slide' eller glissando via en pind der trækkes gennem fløjtens rør – er bygget sammen med en krumtapmekanisme, der således får fløjterne til at spille en symfoni af glissandi simultant. I 1738 byggede urmageren Jacque de Vaucancon en automat i form af en fløjtespiller, der kunne spille en melodi automatisk, og endnu tidligere forsøgte jesuitten Athanasius Kircher (de) at bygge en udgave af Æolsharpen. Også i mytologien er der talrige referencer til selvspillende instrumenter. Ragnhild Mays værk er baseret på det ræsonnement, at hvis man vil skrive en komposition, må man først bygge en konstruktion, der systematiserer lyd efter en orden eller logik. Og således må instrumentbyggeren være komponist og konstruktionen et partitur.

## The Flute Player
The Flute Player er et værk bestående af 131 blokfløjter spillet automatisk af støvsugere og elektriske luftpumper.
Maskinen spiller to meget høje frekvenser, der producerer en såkaldt "difference tone", et psykoakustisk fænomen hvor man opfatter en yderligere dybere tone, når to højfrekvente toner spilles ved høj volume.

## Værker
- Vindspejlet på Ofelia Plads
- Modular Organ
- Nu vil jeg hvile paa mine Lavrbær -hvile til dommedagsbasunen lyder, Komposition for glissandi, cirkulær, liniær osv
- The Flute Player (Composition for Flute and Iron Lung)
- Sonic Materiality
- Forelle
- Music's Apparent Power to Affect Mind and Body
- Man_Machine
- 1:1

## Udgivelser
- 2019 Onomatopoetico, LauraLiesIn
- 2017: Harmoniske Øvelser (vinyl) udgivet af Sensorisk Verden
- 2014: ”En Dyrehistorie” udgivet i DOM-EST-ICE-RING Arkiveret 2. april 2015 hos  Wayback Machine
- 2013: Lydkunstarkivet (CD), lydkunstantalogi udgivet på MONOblaster
- 2013: X-Border Art Biennale Catalogue Arkiveret 2. april 2015 hos  Wayback Machine